# Brzeźno Lęborskie
Brzeźno Lęborskie (deutsch Bresin,  früher Bresen; kaschubisch Lãbòrsczé Brzézno) ist ein Dorf in der polnischen Woiwodschaft Pommern und gehört zur Landgemeinde Łęczyce (Lanz) im Powiat Wejherowski (Neustädter Kreis).

## Geographische Lage
Das Dorf liegt in Hinterpommern, etwa  elf Kilometer nordöstlich der Stadt Lauenburg in Pommern.
Nachbarorte sind: Łęczyce (Lanz) und Kisewo (Kussow) im Süden, Strzelęcino (Strellentin) und Rekowo Lęborskie (Reckow) im Westen, Karlikowo Lęborskie (Karlkow) im Norden sowie Wysokie (Hohenfelde) und Kaczkowo (Kattschow) im Osten.

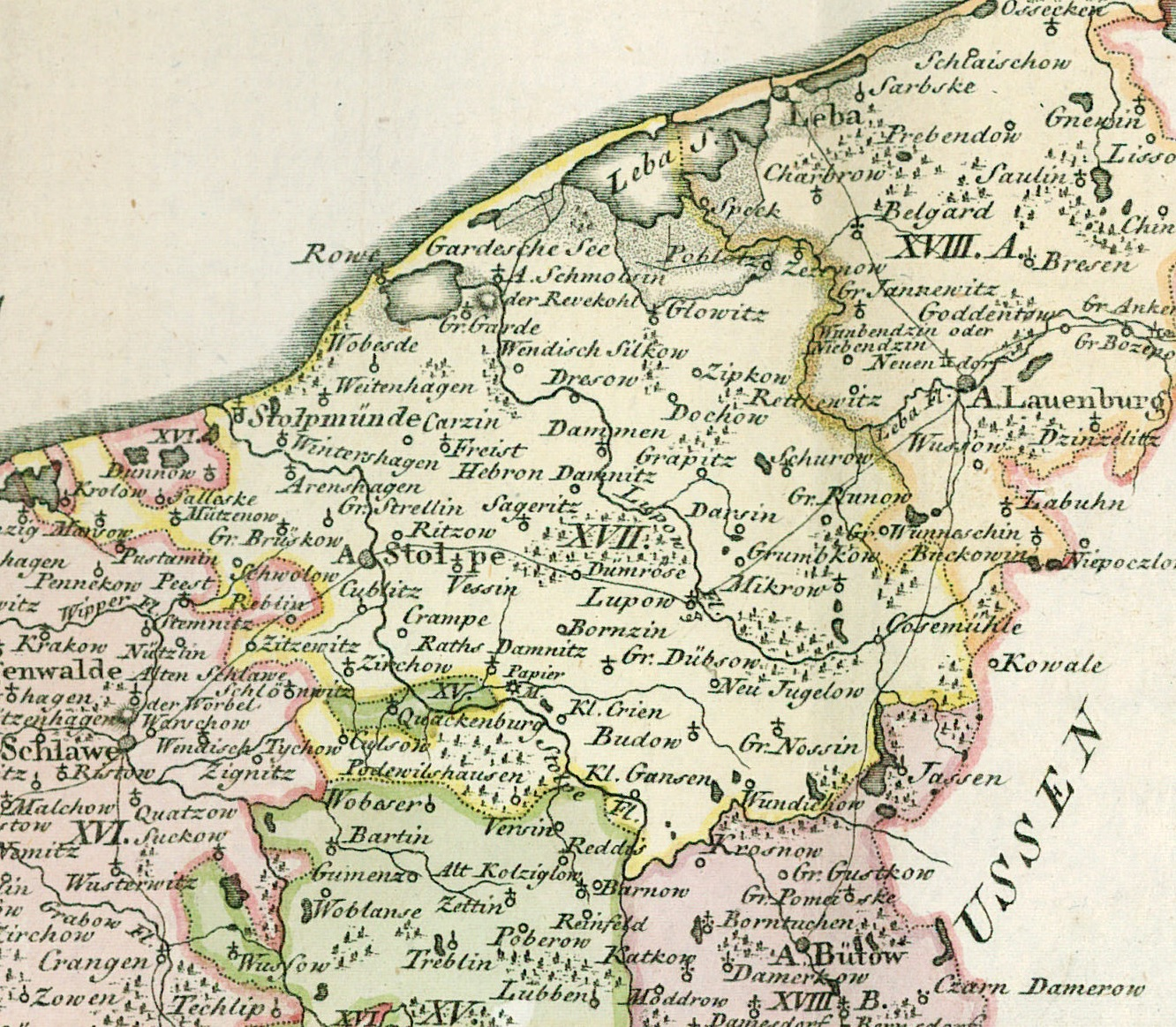
Bresin (Bresen), nordöstlich der Stadt Stolp (früher Stolpe geschrieben) und nordöstlich der Stadt Lauenburg i. Pom., auf einer Landkarte von 1794

Bresin, nordöstlich von Lauenburg in Hinterpommern und westlich von Neustadt in Westpreußen, auf einer Landkarte von 1910

## Geschichte
Bresin wurde bereits im Jahre 1284 urkundlich erwähnt und war mit Belgard an der Leba und Neuendorf eines der ältesten Dörfer des Lauenburger Landes. Damals gehörte es zur Herrschaft Goddentow.
Als im Jahre 1311 der Deutsche Ritterorden das Lauenburger Land in Besitz nahm, setzte er in Bresin – zuvor eine pomoranische Siedlung – zwei Freischulzen und zwölf Bauern an. Nach einiger Zeit bekam der Ort eine Kirche und eine Schule.
Im Schwedisch-polnischen Krieg (1655–1661) hatte die Bevölkerung von Bresin bitter unter den fremden Truppen zu leiden. Kurfürst Friedrich Wilhelm von Brandenburg ließ sich in diesem Krieg seine Ansprüche auf die Lande Lauenburg und Bütow 1656 von den Schweden und 1657 von den Polen bestätigen. Im Jahre 1658 wurden seine Ansprüche verwirklicht.
Im Jahre 1867 zählte die Landgemeinde Bresin, zu der auch Damerow und der Wohnplatz Mühle gehörten, 464 Einwohner, 1910 waren es 447 Personen. Ihre Zahl stieg bis 1933 auf 453 und betrug 1939 noch 421. Von 445 Einwohnern im Jahr 1925 waren 435 evangelisch und zehn katholisch.
Anfang der 1930er Jahre hatte die Landgemeinde Bresin eine Flächengröße von 12,1 km². Innerhalb der Gemeindegrenzen standen insgesamt 67 bewohnte Wohnhäuser
an drei verschiedenen Wohnstätten:
1. Bresin
2. Damerow
3. Mühle

Bis 1945 bildete Bresin eine Landgemeinde im Landkreis Lauenburg in Pommern im Regierungsbezirk Köslin der preußische Provinz Pommern des Deutschen Reichs. Bresin war dem Amtsbezirk Schweslin zugeordnet.
Im Zweiten Weltkrieg eroberte im Februar 1945 die Rote Armee die Region; die Sowjetunion überließ sie etwas später der Volksrepublik Polen zur Verwaltung. Es trafen danach Polen in Bresin ein, von denen die einheimischen Dorfbewohner aus ihren Häusern und Wohnungen gedrängt wurden. Bresin wurde unter der polonisierten Ortsbezeichnung  ‚Brzeźno Lęborskie‘ verwaltet. In der folgenden Zeit wurden die einheimischen Dorfbewohner von der polnischen Administration aus Bresin vertrieben.
Die Ortschaft gehört zur Gmina Łęczyce im Powiat Wejherowski in der Woiwodschaft Pommern (1975–1998 Woiwodschaft Danzig). Heute leben hier 773 Einwohner. Der Ort bildet in der Gemeinde Łęczyce ein Schulzenamt (sołectwo) mit den Ortschaften Pużyce (Pusitz), Świchowo (Groß Schwichow) und Świchówko (Klein Schwichow).

## Kirche

### Dorfkirche

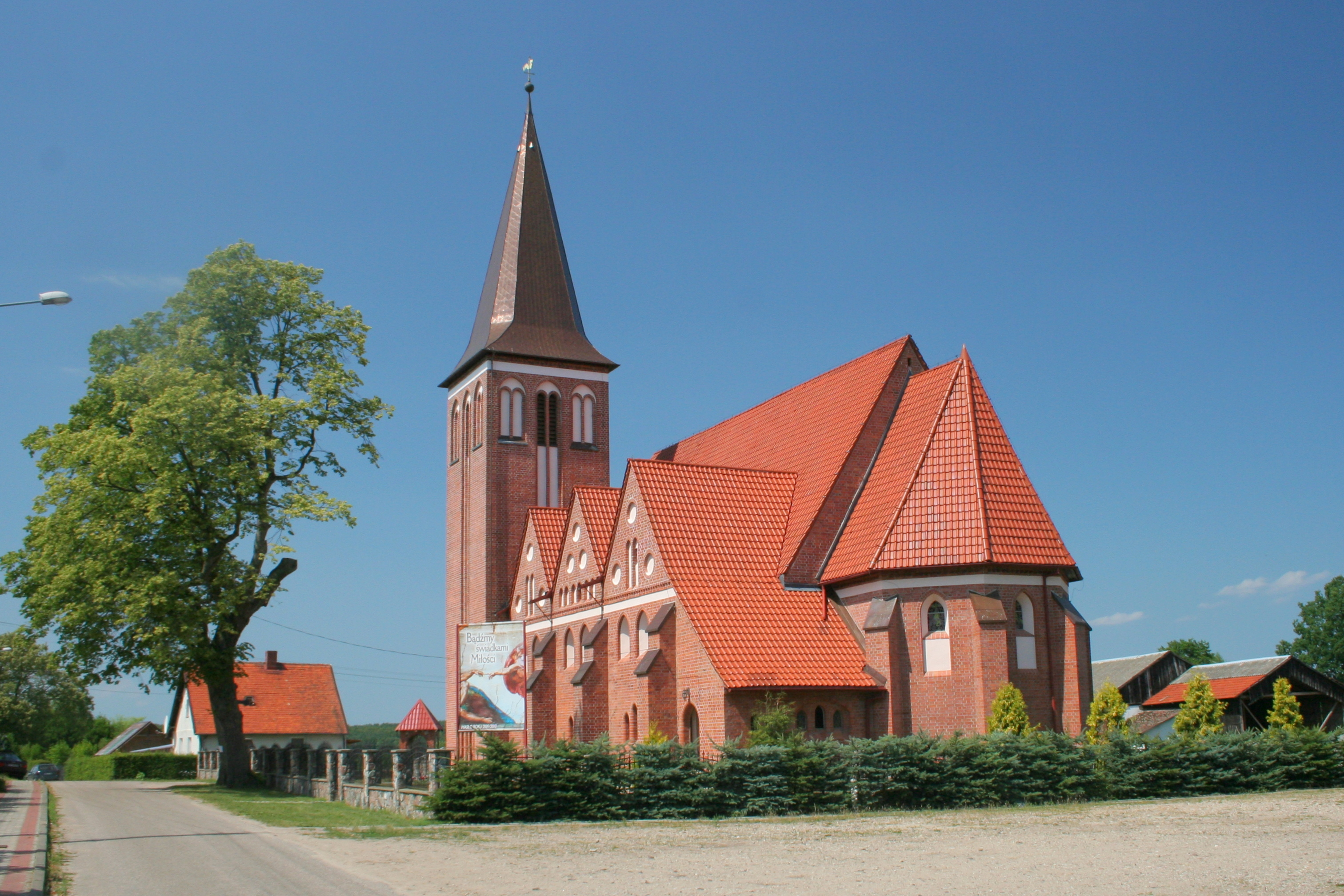
Dorfkirche (2010), bis 1945 Gotteshaus der evangelischen Pfarrgemeinde Bresin

Die Bresiner Kirche wurde im Jahre 1912 im gotisch-romanischen Stil erbaut. Der 36 Meter hohe Turm macht sie weithin sichtbar. Sie war einst die größte Landkirche im Kreis Lauenburg.
Das mit Holzschnitzereien geschmückte Altarbild, eine Nachbildung des Abendmahls von Leonardo da Vinci, der fliegende Engel und die drei Apostelfiguren des Petrus, Johannes und Paulus waren noch Inventar der aus dem 15. Jahrhundert stammenden früheren Ordenskirche und zierten das jetzige Gebäudeinnere, bis sie mit Ausnahme des fliegenden Engels am 10. März 1945 – zwei Monate vor Kriegsende – von Soldaten der Roten Armee vernichtet wurden.
Das heutige Gebäude ist bereits der vierte Kirchenbau in Bresin. Als sich mit der Reformation die Bresiner der lutherischen Lehre anschlossen, übernahmen sie neben der Schule auch das Gotteshaus. Im Jahre 1658 allerdings forderte die katholische Pfarrei in Lauenburg die Herausgabe der Ordenskirche – mit Erfolg: die Bresiner kämpften vergeblich um ihre Gotteshaus und mussten ab jetzt bis 1724 ihre Gottesdienste im Freischulzenhof abhalten.
Im Jahre 1720 durften die Bresiner mit ausdrücklicher Anordnung des Kurfürsten Friedrich Wilhelm von Brandenburg vom 6. Mai 1675 eine eigene Kirche errichten, die am 15. Juni 1724 eingeweiht wurde und in die sie das Altarbild, die drei lebensgroßen Apostelstatuen und den fliegenden Engel aus der Ordenskirche überführten.
Im Jahre 1805 ersetzte ein weiterer Neubau das bereits baufällig gewordene so genannte „Gebetshaus“: ein mächtiger Fachwerkbau mit Holzturm und einer großen Orgel. Nachdem die katholische Gemeinde die alte Ordenskirche noch einige Jahrzehnte genutzt hatte, wurde sie im Jahr 1856 abgebrochen und die dazugehörigen Ländereien verkauft. Nach hundert Jahren Nutzung der neu erbauten evangelischen Kirche war dann auch diese baufällig, und es kam zum Bau der jetzigen Kirche im Jahre 1912.
Das evangelische Gotteshaus wurde nach dem Zweiten Weltkrieg von der polnischen Administration zugunsten der Römisch-katholischen Kirche in Polen zwangsenteignet und vom polnischen katholischen Klerus ‚neu geweiht‘.

Ehemalige evangelische Pfarrkirche Bresin
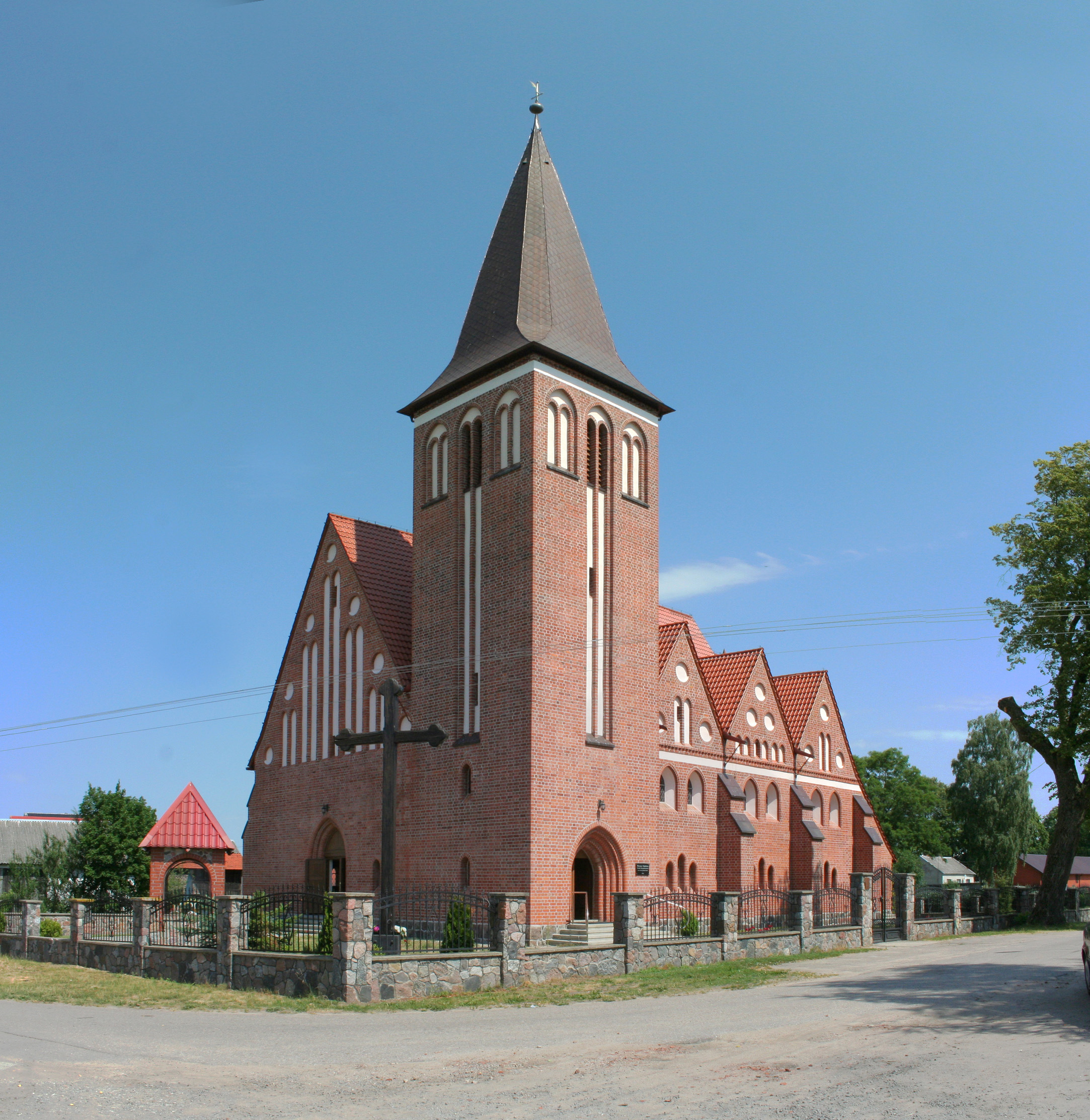
Turmseite (2010)
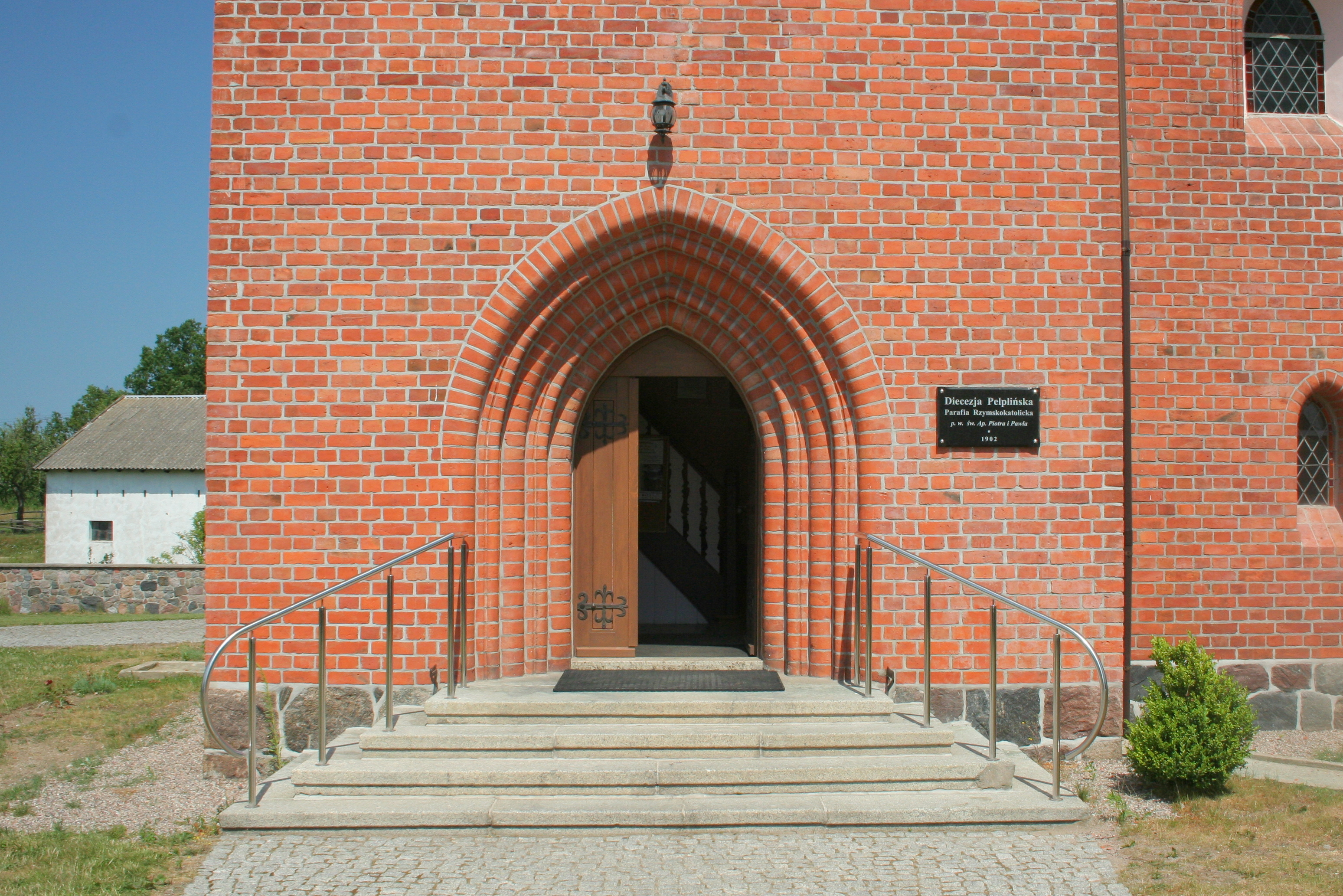
Portal (2010)
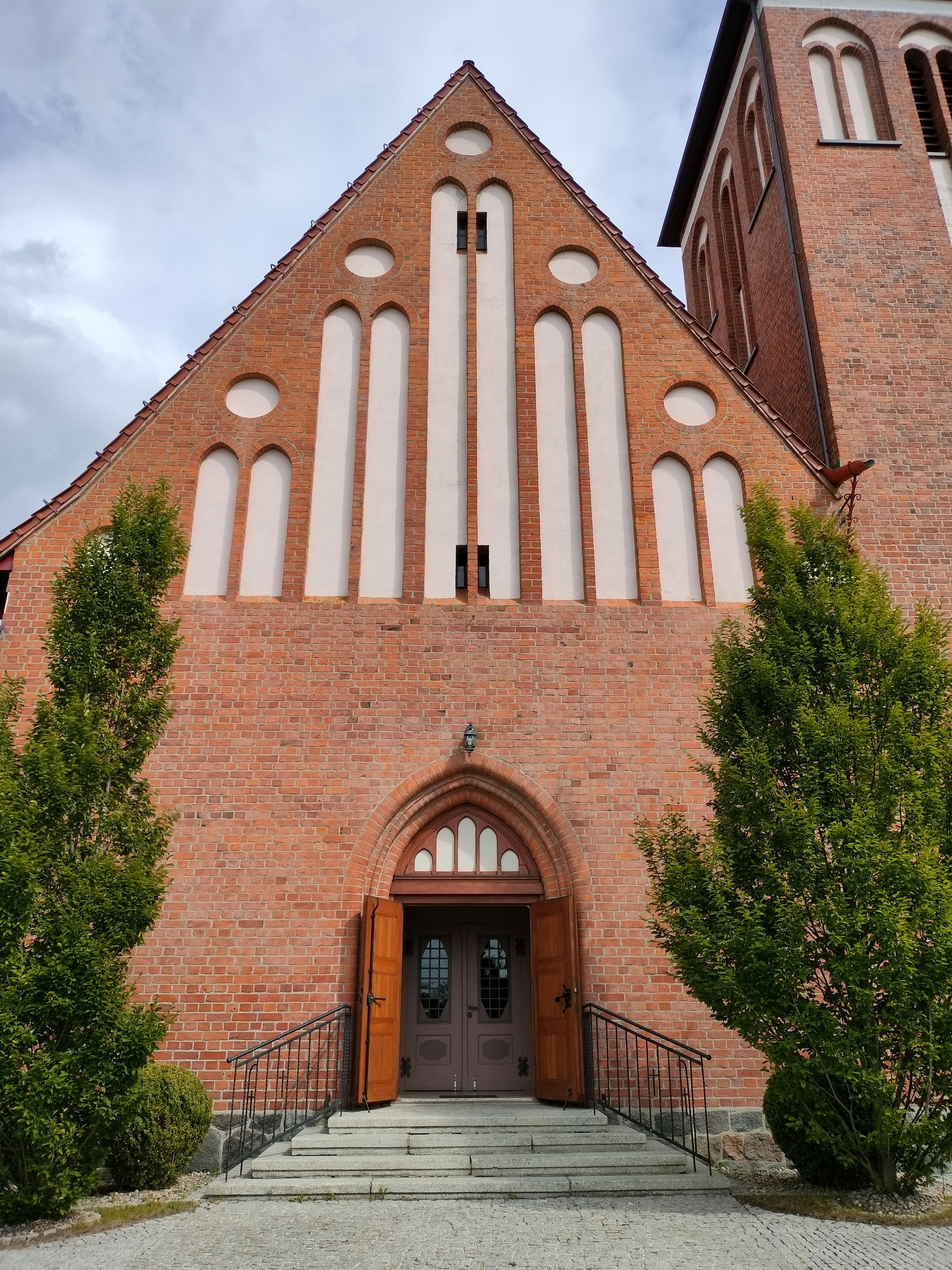
Westfassade (2023)
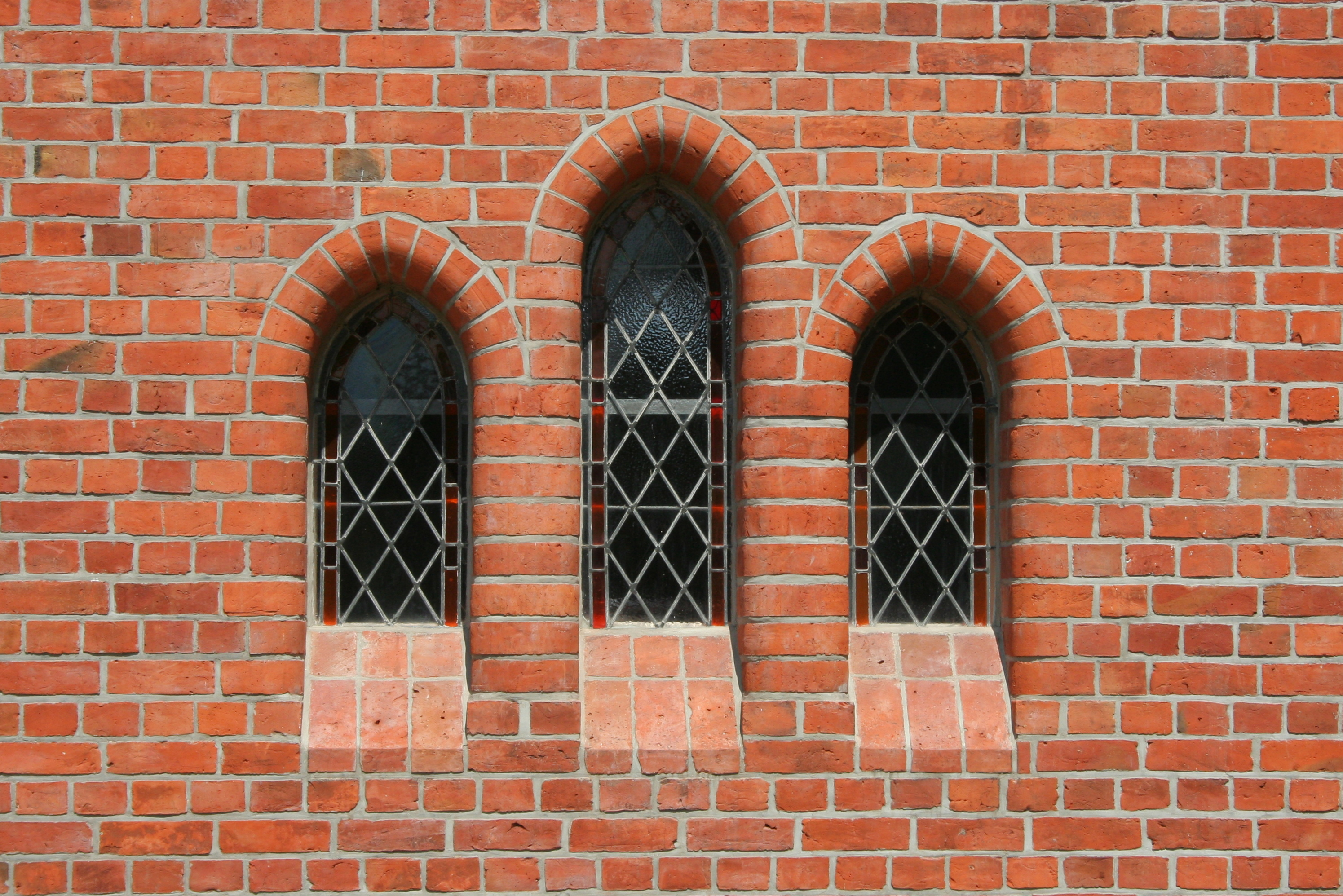
Kirchenfenster (22010)
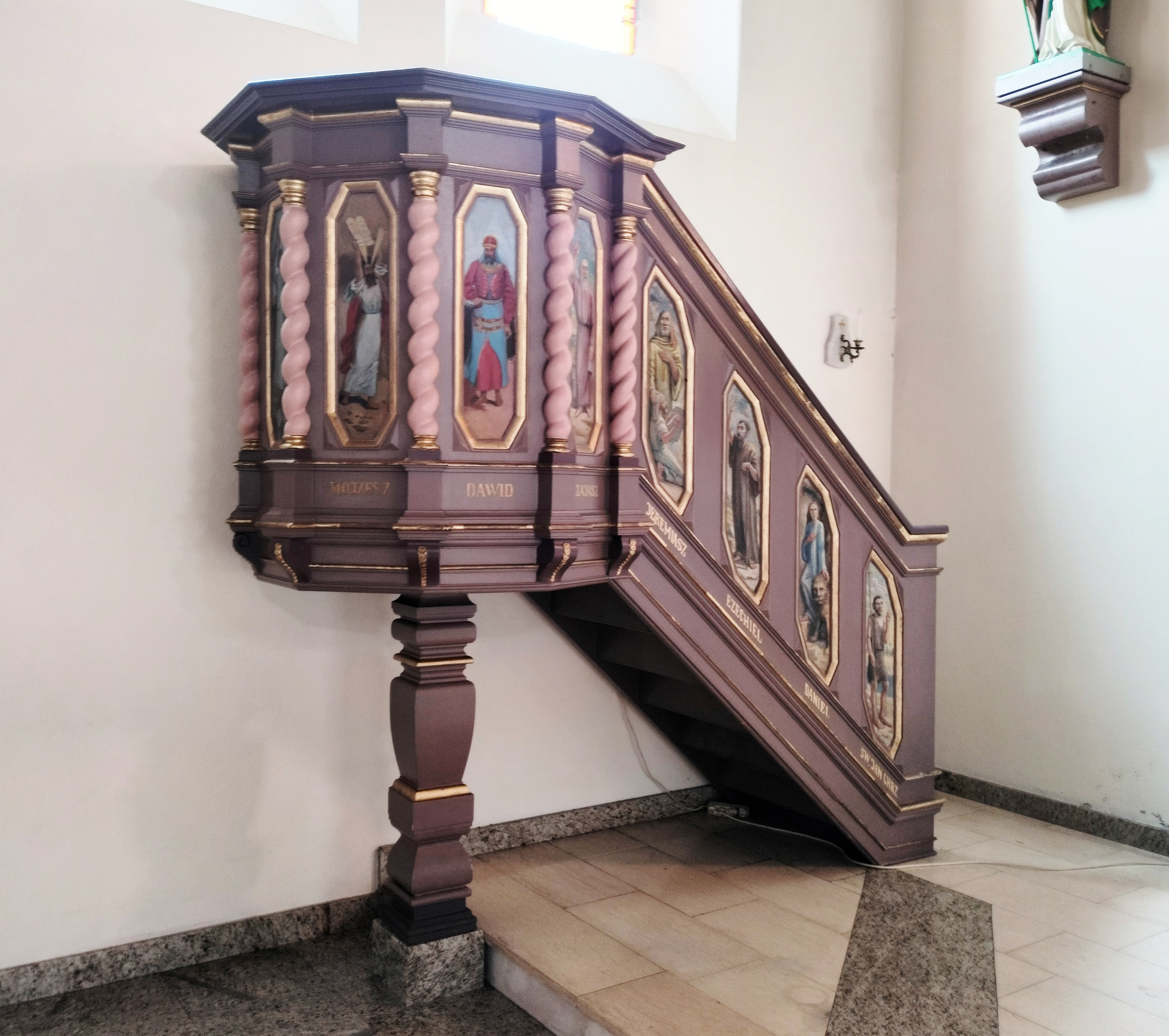
Kanzel (2023)
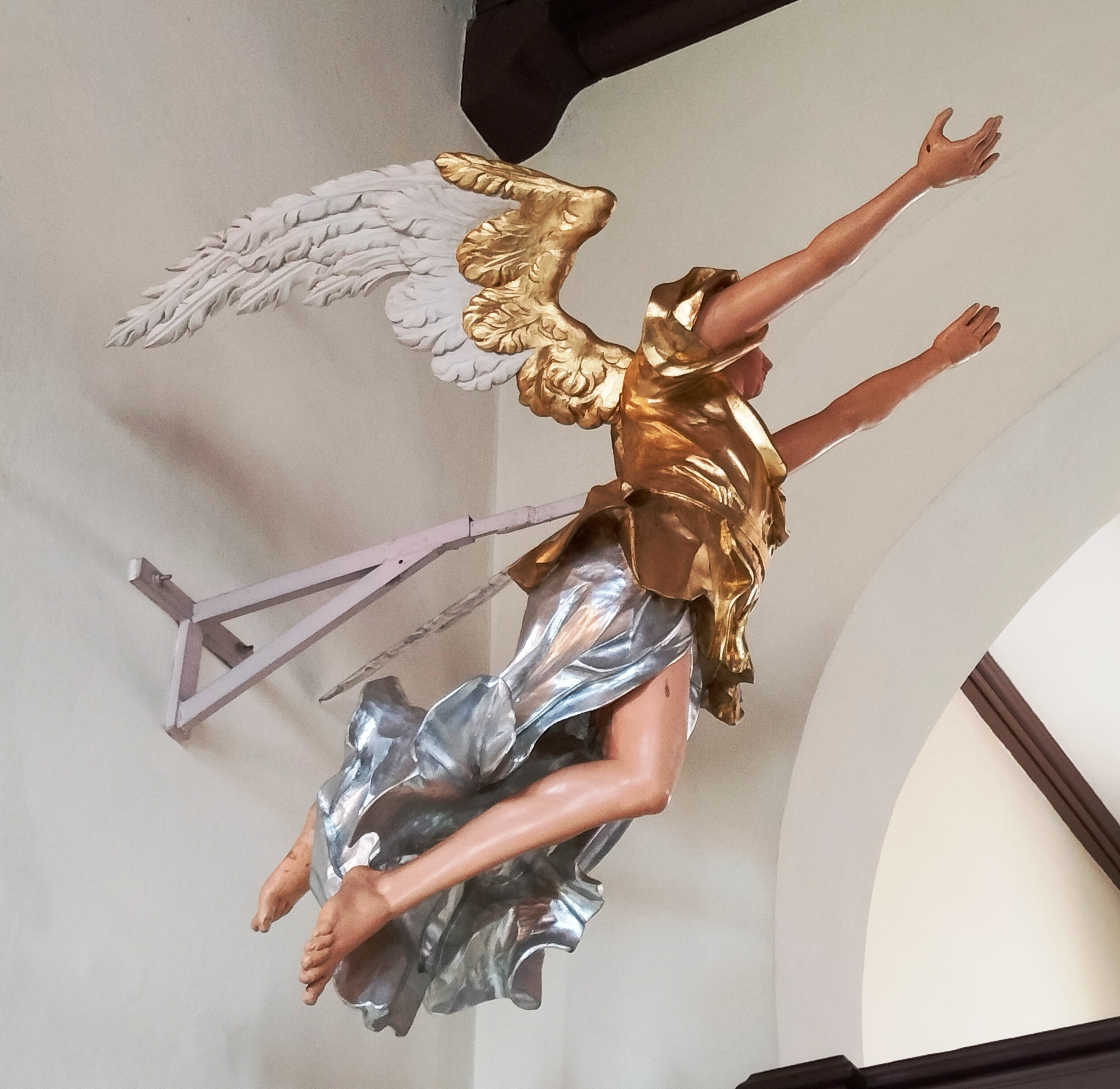
Skulptur des fliegenden Engels (2023)
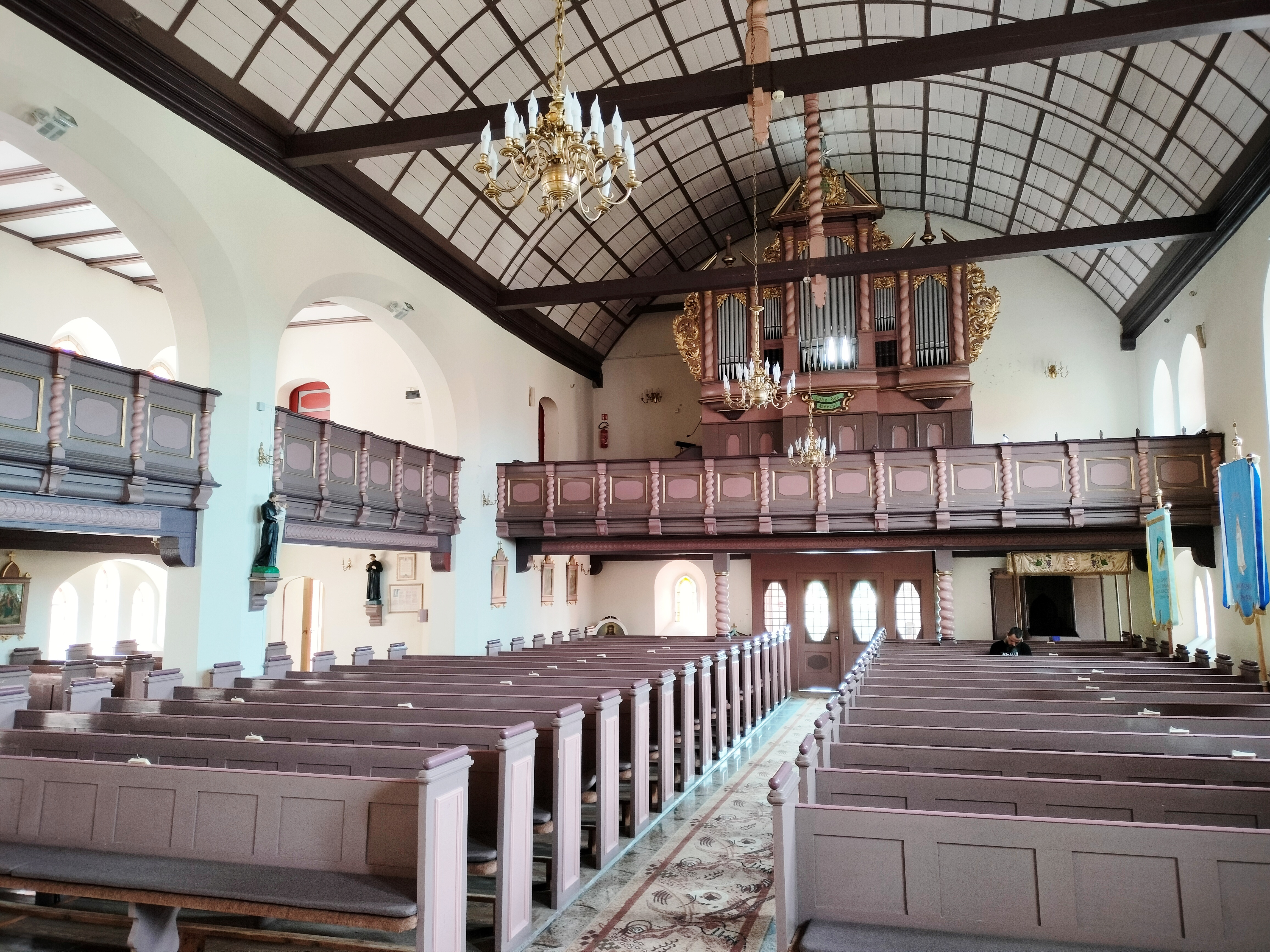
Gebetsraum mit Orgel (2023)

### Kirchspiel bis 1945
Bresin ist ein altes Kirchdorf. Seit der Reformation lebten überwiegend evangelische Kirchenglieder in dem Ort. Der Bestand an Kirchenbüchern des evangelischen Kirchspiels reichte bis 1765 zurück.
In das evangelische Kirchspiel Bresin waren 13 Orte eingepfarrt: Hohenfelde (heute polnisch: Wysokie), Kattschow (Kaczkowo), Krahnsdorf (Zurawiniec), Krahnsfelde (Chrzanowo), Kussow (Kisewo), Lanz (Łęczyce), Meddersin (Niedarzyno), Pusitz (Pużyce), Reckow (Rekowo Lęborskie) zum Teil, die Kapellengemeinde Schweslin (Świetlino), Strellentin (Strzelęcino) und Unter Bismarck (Łęczyn Dolny).
Zum evangelischen Kirchspiel Bresin gehörten im Jahre 1940 insgesamt 3160 Gemeindeglieder, und es lag im Kirchenkreis Lauenburg in Pommern im Ostsprengel der Kirchenprovinz Pommern der Kirche der Altpreußischen Union.
Das katholische Kirchspiel war in Lauenburg in Pommern.

### Polnisches Kirchspiel seit 1945
Die seit 1945 und Vertreibung der einheimischen Dorfbewohner anwesende polnische Einwohnerschaft ist fast ausschließlich katholisch. Der Ort ist Sitz der Pfarrei św. Apostołow Piotra i Pawła im Dekanat Gniewino (Gnewin) im Bistum Pelplin der Katholischen Kirche in Polen. Eingepfarrt sind die Orte Chrzanowo (Krahnsfelde), Dąbrowa Brzezieńka (Damerow), Kisewo (Kussow), Pużyce (Pusitz), Brzezinki (Birkenhof), Strzelęcino (Strellentin), Świchowo (Groß Schwichow), Świchówko (Klein Schwichow) und Wysokie (Hohenfelde).
Hier lebende evangelische Polen sind dem Pfarramt der Kreuzkirchengemeinde in Stolp (Stolp) zugeordnet, das in Lębork (Lauenburg) eine Filialkirche unterhält.

## Verkehr
Zum Ort führt eine Nebenstraße, die Lębork mit Żelazna (Hohenwaldheim) bzw. Gniewino (Gnewin) verbindet. Bis zum Ostseeort Łeba (Leba) sind es 30 Kilometer, und die Landesstraße 6 (ehemals Reichsstraße 2, heute Europastraße 28) verläuft acht Kilometer südlich des Dorfes.
Die nächste Bahnstation ist der neun Kilometer südlich gelegenen Haltepunkt Godętowo (bis 1945 Goddentow-Lanz) an der Staatsbahn-Strecke 202 von Danzig nach Stargard. Vor 1945 bestand ein weiterer Anschluss an die Strecke der Lauenburger Bahnen von Neustadt in Westpreußen (heute polnisch: Wejherowo) nach Garzigar (Garczegorze) mit der Bahnstation Reckow (Rekowo Lęborskie).